# DIX
DIX är en akronym som används för den version av ethernet som Digital Equipment, Intel och Xerox tog fram. DIX är även känt som Ethernet II eller Ethernet v2 och skiljs lättast från IEEE 802.3-ramar genom att storleksfältet är större än 0x0600. 0x0600 valdes eftersom IEEE 802.3-ramar aldrig skall vara större än 1500 bytes. Fältet används istället för att beskriva ramens storlek för att beskriva dess innehåll, 0x0800 betyder till exempel att ramen innehåller delar av ett IP-paket.